# Qemajl Mustafa
Qemajl Mustafa (ur. 8 kwietnia 1960 w Mališevie) – kosowski polityk, burmistrz miasta Gnjilane w latach 2007-2013. Kandydował do Zgromadzenia Kosowa z ramienia Demokratycznej Partii Kosowa.

## Życiorys
W 1982 roku ukończył studia na Wydziale Inżynierii Elektrycznej i Komputerowej Uniwersytecie w Prisztinie.
W 2005 roku został przewodniczącym oddziału Demokratycznej Partii Kosowa w Gnjilanem. W wyborach lokalnych z 2007 roku został wybrany na burmistrza Gnjilane, funkcję tę pełnił do 26 grudnia 2013 roku. Jego następcą został Lutfi Haziri.
Według Audytora Generalnego Kosowa, pod koniec 2013 roku zadłużenie gminy Gnjilane wynosiło dokładnie 4 112 627 euro; nowy burmistrz Lutfi Haziri powiedział, że jest to suma porównywalna do sumy gminnego budżetu przeznaczonego na inwestycje.

## Życie prywatne
Żonaty, ojciec dwówch dzieci.